# 克欽印鰻鰍
克欽印鰻鰍為輻鰭魚綱合鰓目鰻鰍科的其中一種，分布亞洲緬甸伊洛瓦底江北部流域，體長可達6.1公分，棲息在水流緩慢的溪流，會將身體躲藏在溪底，屬肉食性。